# 紅體海鮋
紅體海鮋，為輻鰭魚綱鮋形目鮋亞目鮋科的其中一種，為深海魚類，分布於東太平洋墨西哥下加利福尼亞半島南部至秘魯海域，棲息深度可達300公尺，身體與頭部些微扁長形，眼大於吻長，體淡紅色，背部有不規則褐色及橄欖色的斑紋，體長可達27公分，棲息在底層水域，生活習性不明。